# Opacus

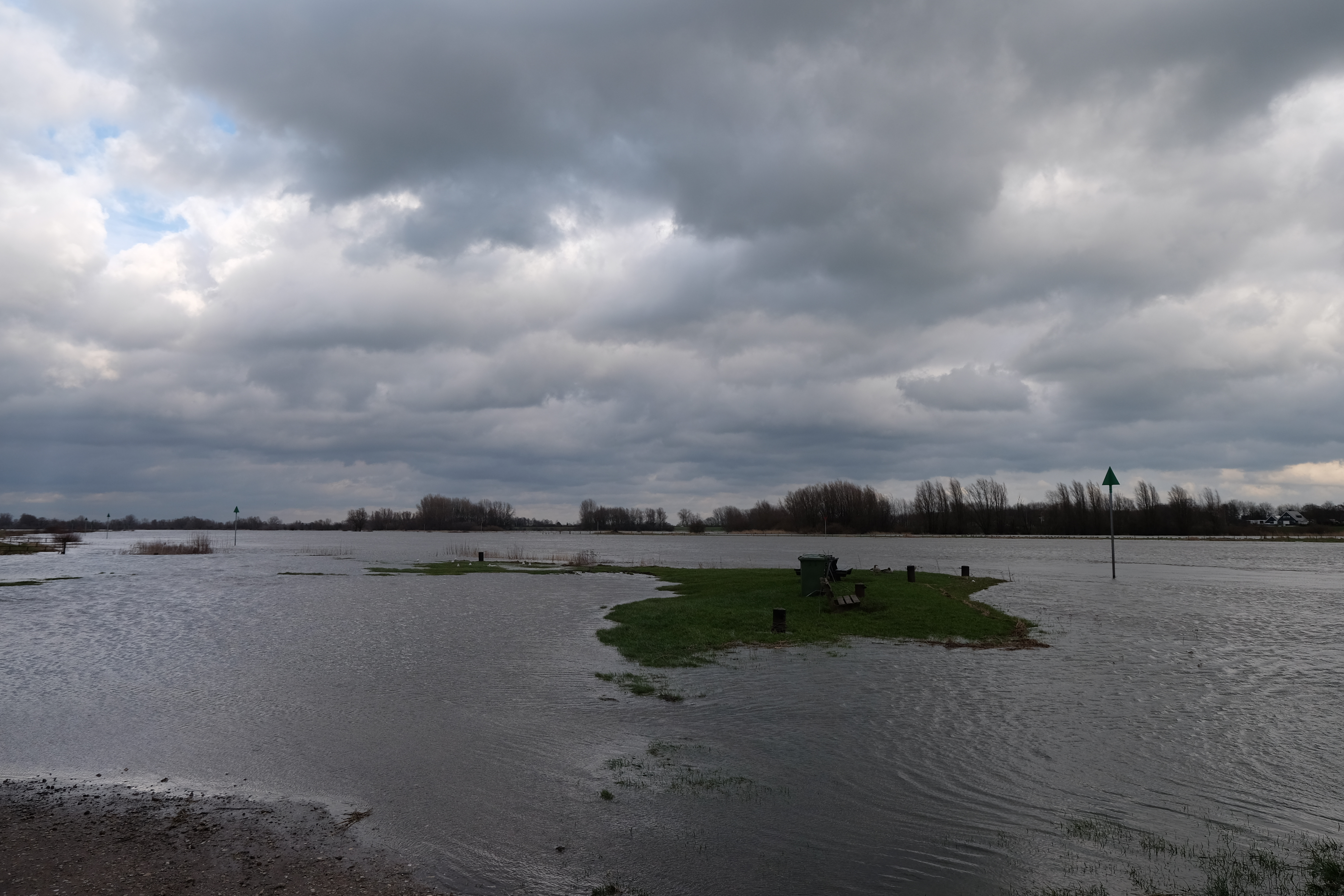
opacus

Opacus (česky hustý, zkratka op) je jedna z oblačných odrůd. Může se vyskytovat u oblaků altocumulus, altostratus, stratus a stratocumulus. Tato odrůda se navzájem vylučuje s odrůdou translucidus.

## Vzhled
Opacus je oblak natolik hustý, že zcela zakrývá slunce.

## Vznik
Obecně platí, že odrůda opacus vzniká tehdy, když je vertikální mohutnost oblaku větší než 600 metrů.